# 薄身膜鱈
薄身膜鱈，為輻鰭魚綱鱈形目鼠尾鱈科的其中一種，分布於中東太平洋夏威夷海域，屬深海底棲性魚類，深度485-512公尺，體長可達7.5公分，棲息在底層水域，生活習性不明。